# 凧温泉
凧温泉（たこおんせん）は、富山県高岡市岩坪93番地ある温泉である。

## 温泉諸元
源泉名は『高岡岩坪温泉求泉』である。
- 泉質 - 単純温泉[1]
- 源泉温度 - 摂氏25.1度[1]
- 揚水量 - 動力揚水により毎分60.0リットル[1]
- 源泉の深さ - 303m[1]
- pH - 8.4[1]
- 溶存物質 - 416mg/kg[1]

## 概要
施設名は、浴場施設を「凧」、温泉を「糸」に見立てて、沢山の人に盛り立ててもらい、凧を揚げて欲しいという願いを込めて付けられた。
内湯と露天風呂があり、内湯は炭酸水素塩泉を注いだ「美肌の湯」（摂氏38 - 39度）と、単純泉で満たした「化粧水の湯」（摂氏41 - 41.5度）で構成されている。また、富山県内の温泉では珍しく飲泉が可能で、浴室内での飲用やカフェのドリンクでの使用、温泉の持ち帰り販売も行なっている。
露天風呂の壁面や露店には、マスコットキャラクター『イエッティ』が描かれている。
営業時間は14時から22時まで (最終受付は21時30分、カフェのラストオーダーは21時45分)、月曜定休で、ほか不定休もある場合がある。駐車場は20台。

## 歴史
2001年末、井戸の掘削中に温泉（単純泉、弱アルカリ性低温泉、摂氏25.1度）を掘り当てる。その後ログハウスと和風建築の雰囲気を伝えるモダンな造りの木造平屋建の温泉施設を建設し、2003年3月1日と3月2日に地元住民に無料開放し、3月6日にオープンした。